# Хеймовский, Адам
Адам Хеймовский (пол. Adam Heymowski; 9 февраля 1926, Познань, Польская Республика — 8 марта 1995, Стокгольм, Швеция) — польский и шведский геральдист, историк, социолог, библиотекарь, директор библиотеки королей Швеции. Вице-президент Шведского Национального Комитета генеалогии и геральдики, почëтный член Польского геральдического общества, член Международной Академии геральдики, доктор социологических наук (1969).

## Биография
Родился в семье адвоката, доктора права Станислава Хеймовского. Во время второй мировой войны находился в немецком концентрационном лагере. После освобождения в 1945 переселился в Швецию. В течение ряда лет работал библиотекарем, а затем директором личной библиотеки королей Швеции. Внёс непосредственный вклад в создание Национальной библиотеки Мавритании в 1962 году.
В 1969 в университете Уппсалы защитил докторскую диссертацию на тему «Шведские „путешественники“ и их предки: социальная изолированность или этнические меньшинства?». Автор ряда социологических работ о цыганах Швеции.
Умер в Стокгольме в 1995.

## Научная деятельность
Автор многих научных публикаций, в основном, в области польской геральдики, большого количества проектов гербов, в том числе герба Леха Валенсы, как кавалера ордена Серафимов.

## Избранные труды
- Polish arms in medieval armorials The Coat of Arms, vol.8, London, 1964
- Heraldry in Central Europe European Bulletin and Press, London, 1965, 1966
- Les cimiers médiévaux polonais Recueil du IX Congrès international des sciences genealogique et héraldique, Berne, 1968
- Swedish Travellers and Their Ancestry 1969
- Les armoires polonaises augmentées par les empereurs avant 1772 Genealogia et heraldica, Bd.2, Wien, 1972
- Les armoires étrangères augmentées en Pologne Recueil du XI Congrès international des sciences généalogique et heraldique, Bruxelles, 1973
- Polski gobelin herbowy na zamku szwedzkim Materiały do biografii, genealogii i heraldyki polskiej, t.6, Buenos Aires, 1974
- Social stratification in Mauritania 1974
- Herby fundatorów w kościele pobernardyńskim w Ostrzeszowie Materiały do biografii, genealogii i heraldyki polskiej, t.6, Buenos Aires, 1974
- Herbu nadanego Lechowi Wałęsie przez króla Szwecji,
- Lettres de noblesse accordées à des Suisses par des rois de Pologne Archives heraldiques suisses, Neuchatel, 1974
- The Hedensberg Armorial 1982
- Fran Vasa Till Bernadotte Fem svenska dynastier In Swedish 1984
- Herby polskie w brukselskim Armorial Gymnich, recte Lyncenich 1985
- Polskie herby rycerskie 1989
- L’Aigle Blanc de Pologne comme symbole d’Etat 1989

## Память
- Польское Геральдическое Общество учредило ежегодную премию имени Адама Хеймовского «За лучшие научные исследования в области геральдики, генеалогии и родственных наук».
- В 1995 ТВ Польши сняло документальный телефильм — «Адам Хеймовский — библиотекарь его королевского величества».